# 驚奇隊長 (電影)
，是一部於2019年上映的美國超級英雄電影，劇情改編自漫威漫畫旗下的角色卡蘿·丹佛斯。本片由漫威影業製作，並由華特迪士尼工作室電影負責發行，為漫威電影宇宙系列的第二十一部電影。本片由安娜·波頓和瑞安·弗雷克執導，兩人與梅格·蕾法芙、妮可·帕爾曼、吉妮瓦·羅伯森-多瑞、莉茲·弗拉夫和卡莉·門施共同編劇，並由布麗·拉森、山繆·傑克森、班·曼德森、吉蒙·韓蘇、李·培斯、拉沙納·林奇、嘉瑪·陳、安妮特·班寧、克拉克·格雷格和裘德·洛主演。劇情設定在1995年，講述卡蘿·丹佛斯在地球陷入兩個外星人世界的宇宙戰爭之間後成為驚奇隊長。本片為漫威電影宇宙的首部女英雄獨立電影，而且開頭標誌的特效所出現的角色全部改為已逝世的史丹·李並紀念他。
以卡蘿·丹佛斯為主角的電影早在2013年5月已經發展中，發行日期首次在2014年10月和2015年4月宣布。妮可·帕爾曼和梅格·蕾法芙受聘撰寫劇本。在2016年聖地牙哥國際漫畫展中，證實布麗·拉森將出演驚奇隊長。2017年4月確認由波頓和弗雷克執導。8月，吉妮瓦·羅伯森-多瑞接手擔當編劇。外景拍攝於2018年1月底開始，主體拍攝於2018年3月於加利福尼亞州開始拍攝。
《驚奇隊長》於2019年3月8日在美國上映（含IMAX版本和3D版本）。

## 劇情
1995年，居住在克里帝國首都哈拉星的星際部隊成員佛斯困惑於六年前的失憶以及一系列噩夢，因此難以控制自身情緒及身體的超能力，她的指揮官楊羅格以及統治克里人的人工智能「至高智慧」因此不斷告誡並教誨她。在一場位於帝國邊境一個名叫土化星的星球上的臥底救援任務中，部隊全員受到敵對外星種族史克魯爾人的伏擊，佛斯被史克魯爾人將領塔洛斯擄走。塔洛斯用一種記憶讀取裝置深入佛斯的大腦，試圖在她的零碎記憶中尋找一位名叫羅森的年邁女子以及某個座標方位。佛斯隨後用超能力脫困，但逃亡時所乘的逃生艙被塔洛斯攻擊而毀損，使她從太空墜落至代號C-53的地球。
佛斯落至美國洛杉磯的一家百視達內，用外面的電話亭與楊羅格建立聯繫並匯報她的位置，她的存在引來兩位神盾局特工尼克·福瑞和菲爾·考森前來調查她。塔洛斯一行人同樣墜至附近並變形成人類的樣子試圖偷襲佛斯，但襲擊失敗之下轉身逃跑。經過一連串的追逐，佛斯雖然追丟，但仍然撿到一片留有摘取過她記憶資料的生物硬碟。而另一邊，福瑞開車追趕佛斯的過程中受到身邊一位變形成考森的史克魯爾人伏擊，因發生車禍而使對方喪生並恢復原形。對此震驚的福瑞決定相信佛斯，得到上司凱勒授權而追上她，合作探索她腦海中的記憶與相關資訊；但他不知道凱勒實為塔洛斯冒充。
佛斯和福瑞靠獲得的生物硬碟，一路追尋到宇航局與美國空軍合作的「天馬計劃」秘密基地，佛斯在基地資料庫中瞭解到自己原是一位空軍飛行員，於六年前的一場實驗原型飛行器試飛過程中墜機陣亡，機上一同陣亡的人包括計畫首席科學家溫蒂·羅森，其身為佛斯噩夢中頻繁出現的女子，同身為史克魯爾人尋找的目標。由於福瑞將他們的位置通報出去，化身凱勒的塔洛斯帶隊前來緝拿他們，福瑞識破自己上司遭人冒充後跟他發生搏鬥，佛斯將他救離後，兩人共同搭乘一架昆式戰機原型逃出基地，而隨行的包括羅森生前養的一隻名叫「呆頭鵝」（Goose）的橘貓。兩人隨後到路易斯安那州見到前空軍飛行員瑪莉亞·藍博，其身為最後見到過她跟羅森的人。瑪莉亞跟其女兒莫妮卡欣喜地迎接她回來，供述佛斯的本名是卡蘿·丹佛斯，曾經跟她們母女倆親如家人。
塔洛斯以恢復原形的方式前來解除先前的誤解，解釋牠與其他史克魯爾人並無敵意，只是一群因反對克里人統治而家破人亡的難民。而羅森本名叫邁威爾，實為克里人派到地球臥底的間諜，生前研發出一種光速引擎試圖幫助史克魯爾人尋找新家園。塔洛斯所拿來的一盤來自六年前墜機當天的黑匣子錄音，內容揭示卡蘿墜機不久得知邁威爾的真實身份，而在空中擊落她們的楊羅格隨即趕來槍殺邁威爾。卡蘿為阻止他奪取飛行器裝有的光速引擎而開槍摧毀引擎，爆炸過程中使她自身吸收進引擎能量，使她獲得超能力且患上失憶，最後被楊羅格帶回哈拉星洗腦改造成克里戰士「佛斯」。卡蘿得知真相後決定幫助塔洛斯以完成邁威爾的遺願，在福瑞、瑪莉亞陪同下駕駛以外星科技升過級的昆式戰機，抵達位於地球軌道上的邁威爾的隱形實驗室，艦上藏著塔洛斯妻女在內的一些史克魯爾人。
眾人發現光速引擎的能量來源是宇宙魔方，但楊羅格帶領星際部隊攻入實驗室抓獲她們，將卡蘿交予至高智慧處置。但卡蘿靠她從小倔強不服輸的堅強意志成功反抗至高智慧，還摧毀在身體上的超能力抑制裝置，釋放全部超能力擊敗周圍的敵人。福瑞手上抱著的呆頭鵝，實為一隻能吞噬物品的佛萊肯（Flerken），幫忙吞下魔方且吃掉眼前的敵人。瑪莉亞開戰機帶領福瑞和塔洛斯一行人撤退回地球，以高超飛行技術擊落楊羅格部下密涅瓦，福瑞抱起呆頭鵝歡呼時，不慎被牠抓瞎左眼。卡蘿獨自擊退抵達地球外的克里艦隊，迫使最高軍事長官控訴者羅南下令撤退。全軍覆沒的楊羅格被卡蘿饒恕一命，強制送回哈拉星轉達至高智慧，聲言自己將會終結這場戰爭。離開地球前，卡蘿將自己改良過的呼叫器交給福瑞，囑付只限於緊急狀況時呼叫，最後帶領所有史克魯爾人離開地球尋找新家園。
福瑞回歸工作崗位後，深知不能光靠神盾局對付潛在的外來威脅，因此在考森的幫助下草擬《保護者計劃》：一個由特殊人士組成的超級英雄團隊。當他翻閱卡蘿從軍時的照片時，由她的空軍代號得來靈感，最後將方案標題更改為「復仇者」。呆頭鵝被福瑞領養，一段時間後將魔方從嘴裡吐出，魔方隨後便被福瑞交予神盾局保管。
22年後，隨著薩諾斯的響指消滅宇宙為數一半的生命，導致福瑞也成為受害者，剩餘的復仇者成員反覆研究福瑞消失前遺留的呼叫器，嘗試反向聯繫卻一無所獲。然而當眾人剛一轉身，卡蘿突然現身於他們面前問起福瑞的下落。

## 演員
| 演員                           | 角色                                                  | 詮釋 |
| 布麗·拉森 Brie Larson          | 「驚奇隊長」卡蘿·丹佛斯 Captain Marvel／Carol Danvers | 前美國空軍飛行員，空軍代號為「復仇者」（Avenger），從小在受他人偏見的環境裡長大，靠她不服輸的個性堅持到現在，操作過F-16C戰隼戰鬥機與F-15E攻击鷹式戰鬥轟炸機，在六年前的一場事故中為阻止楊羅格拿到邁威爾所發明的光速引擎而在摧毀光速引擎時與其融合，自此擁有超人的力量、能量投射和飛行的力量，並能進入二進制模式（Binary），遭受改造變成克里軍隊星際部隊的成員。 |
| 麥肯娜·葛瑞絲 Mckenna Grace    | 「驚奇隊長」卡蘿·丹佛斯 Captain Marvel／Carol Danvers | 年幼的卡蘿。 |
| 山繆·傑克森 Samuel L. Jackson  | 尼克·福瑞 Nick Fury                                   | 一位年輕的神盾局特工，卡蘿的現身使他首次見識到外星威脅，找上卡蘿與她合作且一起冒險，在未來成為了神盾局的局長。 |
| 班·曼德森 Ben Mendelsohn       | 塔洛斯 Talos                                          | 史克魯爾人的將領，數十年來都在反抗克里人的統治，所做的一切都是為了保護族人，入侵地球後一度偽裝成神盾局的高層凱勒。 |
| 班·曼德森 Ben Mendelsohn       | 凱勒 Keller                                           | 神盾局的高層幹部，福瑞的上司。 |
| 拉沙娜·林奇 Lashana Lynch      | 瑪莉亞·藍博 Maria Rambeau                             | 美國空軍的飛行員，擁有卓越的飛行技術，是卡蘿在地球上時的摯友，退伍後獨立養育女兒莫妮卡，她的無線電台呼號為「光子」。 |
| 陳靜 Gemma Chan                | 密涅瓦 Minn-Erva                                      | 克里人狙擊手，星際部隊的成員。 |
| 吉蒙·韓蘇 Djimon Hounsou       | 科拉特 Korath the Pursuer                             | 克里人僱傭兵，星際部隊的成員。韓蘇此前曾經在2014年電影《星際異攻隊》中出演此角色。 |
| 李·培斯 Lee Pace               | 控訴者羅南 Ronan the Accuser                          | 克里人最高軍事長官，控訴者軍團的領袖，奉行著克里古老律法的傳統派軍閥。培斯此前曾經在2014年電影《星際異攻隊》中出演此角色。 |
| 安妮特·班寧 Annette Bening     | 至高智慧 Supreme Intelligence                         | 克里帝國的領導者，具有超級智能的人工智慧，無特定形象，會根據接見者潛意識中最敬佩的人而化成形象，劇中向卡蘿幻化成克里人「邁威爾」。 |
| 安妮特·班寧 Annette Bening     | 邁威爾／溫蒂·羅森 Mar-Vell／Dr. Wendy Lawson          | 天馬計畫的首席科學家，長期受卡蘿和瑪麗亞敬重，但實為克里人派遣到地球的間諜。在六年前研發出光速引擎，希望終結克里人-史克魯爾人戰爭，欲摧毀引擎卻被楊羅格殺害。 |
| 克拉克·格雷格 Clark Gregg      | 菲爾·考森 Phil Coulson                                | 新加入神盾局的特工，福瑞的忠誠下屬。後來晉升為八級特工。 |
| 裘德·洛 Jude Law               | 楊羅格 Yon-Rogg                                       | 克里人指揮官，卡蘿的導師，訓練她使用自己的新力量，真實身份其實是將卡蘿從地球上帶走的人，為了能統治史克魯爾人而長期濫殺無辜。 |
| 阿麗卡·阿卡巴 Akira Akbar      | 莫妮卡·拉姆博 Monica Rambeau                          | 瑪莉亞的女兒，非常勇敢、獨立自主，將卡蘿視為重要親人。 |
| 肯內特·米歇爾 Kenneth Mitchell | 約瑟·丹佛斯 Joseph Danvers                            | 卡蘿和史提夫的父親，重男輕女，對卡蘿十分嚴苛。 |

其他兩位星際部隊成員有阿爾杰尼斯·佩雷斯·索托飾演阿特拉斯，以及魯恩·坦迪飾演布朗查。其他演員包括邱庫·莫都（Chuku Modu）飾演克里人派駐土化星的臥底士兵穌能（Soh-Larr），馬修·馬哈爾飾演諾雷斯（Norex），塔洛斯的科學官。維克·薩海飾演土化星英雄（Hero Torfa）。科林·福特飾演卡蘿的哥哥史提夫·丹佛斯（Steve Danvers），而羅伯特·卡辛斯基客串飾演外號「閣下」的電單車男子。莎朗·布萊飾演索倫（Soren），塔洛斯的妻子。瑪麗蓮·布雷特飾演電車上的老婦人，一度由史克魯爾人變形而成。
電影中出現的橘貓「呆頭鵝」（Goose），實為一隻危險的外星生物「佛萊肯」（Flerken），口中能夠伸出觸手，其口中为另一个次元宇宙。呆頭鵝改編自原著中卡蘿養的名為「阿丘」的貓；該名字取自《星際大戰系列電影》中的人物丘巴卡，而「呆頭鵝」一名則是取自1986年電影《捍衛戰士》中由安東尼·愛德華飾演的角色尼克·「呆頭鵝」·布雷德蕭上尉（LTJG Nick 'Goose' Bradshaw）。而在電影中，呆頭鵝由四隻不同的貓扮演。
史丹·李客串飾演在電車上閱讀《耍酷一族》劇本的乘客，他本人剛好客串過該電影。而原著漫畫《驚奇隊長》的原作者凱利·蘇·德康尼克客串飾演在電車月台上的乘客。片尾彩蛋中包括未來會於同年上映的電影《復仇者聯盟：終局之戰》中的片段截取，當中出現的有克里斯·伊凡飾演的史提芬·羅傑斯、馬克·盧法洛飾演的布魯斯·班納、史嘉蕾·喬韓森飾演的娜塔莎·羅曼諾夫以及唐·奇鐸飾演的詹姆斯·羅德。

## 製作

### 前期製作
2017年4月，漫威影業聘請安娜·波頓與瑞安·弗雷克執導本片。漫威早已和兩人多次會面，這組搭檔對驚奇隊長的願景以及他們在電視和電影方面都有豐富的經驗令漫威認為他們非常有才華。凱文·費吉表示他和漫威對波頓和弗雷克有能力在他們的所有作品中「創造出一個非凡角色的旅程」而留下深刻印象。費吉補充，「他們所講的故事都已經很多樣化，但無論主題如何，他們都能投身和專注角色的旅程。」最後，費吉覺得這部電影「須要有關真實、多層次的卡蘿·丹佛斯，你必須要跟隨她，在電影中與她的觀點建立聯繫，無論有多少視覺效果和宇宙飛船和反派填充框架。」電影原定於2018年1月在費耶特縣松林亞特蘭大工作室拍攝，但費吉預計在2018年2月才會開始拍攝。
2017年7月，山繆·傑克森確認回歸出演尼克·福瑞。2017聖地牙哥國際漫畫展中，費吉透露電影將設置在1990年代，史克魯爾人將作為電影的反派，《克里人-史克魯爾人戰爭》的故事情節亦將出現。響應電影公佈的設定，《荷里活報道》的格雷姆·麥克米倫以同樣設置在幾十年前時候的《美國隊長：復仇者先鋒》和DC擴展宇宙的《神力女超人》作比較。電影設置在1990年代，麥克米倫覺得這會產生一個問題，「驚奇隊長到底為何仍未在目前為止我們看過的漫威電影裡出現？」，並指出丹佛斯的故事也許呼應了「美國隊長的故事敘述」，「一個來自過去的超級英雄，曾經在世界上消失一段時間後重新出現。」同月，加利福尼亞州電影委員會授予2070萬美元的税收抵免政策，以加利福尼亞州作為《驚奇隊長》的主要拍攝地點，促成首個符合資格的1億美元國內支出。德埃斯波西托表示「非常興奮令《驚奇隊長》設在加利福尼亞州拍攝，因為漫威的總部和後期製作設施都設在當地，令我們可以簡化拍攝流程。」稅收抵免的授予取決於在180天內開始拍攝。
8月中旬，在雷法芙因執導華特迪士尼動畫工作室的《傑克與魔豆》而離開後，漫威聘請吉妮瓦·羅伯森-多瑞擔當劇本統籌。帕爾曼證實了雷法芙離開了這個項目，並說她和雷法芙在早期草稿中的故事將保留到最後的劇本中。10月，電影拍攝定於2018年3月開始。費吉將電影描述為「邁向《復仇者聯盟4》的重要部分」，並總結了漫威電影宇宙前三階段的故事。曾經和安娜·波頓與瑞安·弗雷克合作的班·曼德森為電影主要反派進行洽談。當波頓與弗雷克第一次開始製作電影故事時，在《驚奇隊長》的反派人選中，他們在腦海裡就想到了曼德森，並為了該角色與他會面，而曼德森很快就同意飾演該角色。11月，裘德·洛為角色邁威爾 / 沃爾特·羅森進行洽談。2018年1月，德汪達·懷斯以未知的角色出演電影，曼德森和洛被證實加盟劇組。一個月後，嘉瑪·陳確認加盟電影並飾演角色密涅瓦。3月中，懷斯因與《美夢成箴》檔期衝突退出電影，她的角色改由拉沙娜·林奇飾演。

### 選角
漫威影業總裁凱文·費吉詮釋為何由布麗·拉森飾演，「丹佛斯的能力已經到達了一個未在自家電影裡見識過的水準，所以你須要尋找一個同樣異於常人的人來平衡這一點...布麗就是一位你會想和她一同踏上這段旅程的人。」拉森表示，她最初猶豫是否該答應飾演這個角色，「但是我不能否認這部電影是我所在乎的，一切都是漸進、重要的和有意義的，我希望這會成為我成長的象徵。」對於拉森太年輕不能飾演丹佛斯這位美國空軍的角色，妮可·帕爾曼表示已向空軍諮詢，他們認為年齡不是問題，28歲至34歲之間的人也有可能有傑出的成就。拉森拜訪了奈利斯空軍基地和與現役的飛行員會面，為角色做準備。拉森將丹佛斯描述為「真理與正義的信徒...她是地球與太空之間的橋樑，她在與自己的缺陷進行戰鬥，而且她想嘗試和傳播這點，使世界變得更美好。」

### 拍攝
外景拍攝於2018年1月底開始。主體拍攝在3月19日於洛杉磯開始拍攝，暫定名稱為「Warbird」。

## 音樂
2018年5月，克拉克·格雷格表示電影配樂將包括1990年代的歌曲。同年6月，派娜·托普拉克簽約為電影進行配樂，成為漫威電影宇宙第一位女性作曲家。

## 發行
《驚奇隊長》定於2019年3月8日在美國上映（含IMAX版本和3D版本）。電影原定於2017年7月6日上映，2018年2月延遲至2018年11月2日，原檔期改為《蜘蛛人：返校日》。2018年10月，檔期改為《蟻人與黃蜂女》。

### 市場營銷
2017年4月，NBC奧運發布了一張美國滑雪運動員米凱拉·席弗琳的照片，席弗琳身穿靈感來自驚奇隊長的滑雪服交叉推廣2018年冬季奧林匹克運動會。電影概念藝術於2017聖地牙哥國際漫畫展展示。2018年9月18日，首部前導預告在美國當地早安美國節目播出，隨後便於網路上公開，並同時釋出首張前導海報。
2019年3月7日，漫威影業在其官方新浪微博賬號中發佈了一支以爭議概念「女生節」為主題的宣傳影片，影片中布麗·拉森表達了女生節（Girl's day）祝福。影片發佈後引起眾多粉絲對漫威使用這一充滿消主義和惡俗內涵的詞彙不滿。

## 迴響

### 評價
本片得到了普遍的好評，多數評論家讚揚了「娛樂，愉快和精明」、布麗·拉森的演出和視覺效果，然而複雜的情節、空洞缺乏張力的情節和動作片段受到了批評，有些人希望這部電影有更多的「細微差別，清晰度或興奮度」。
電影上映前，爛番茄網站上的《驚奇隊長》「想看」指數一度跌至28%。新聞報道稱此現象源自眾多行動主義者對影片進行負評轟炸，攻擊曾多次發表女性主義言論的主演布麗·拉森。隨後，爛番茄網站關閉了「想看」指數，其母公司Fandango表示該變動是為了重新設計網站。
根据評論匯總网站爛番茄汇总的552篇评论文章，79%的评论家给予该作正面评价，使之獲得「認證新鮮」標識，平均打分为6.8分（满分10分）。在Metacritic上，56位影評人共給予了64分的分數（滿分100分），這部電影獲得了「普遍好評」。據CinemaScore調查，觀眾從A+至F之間平均給了電影「A」的評價。

### 票房
台灣方面，首日票房為新台幣3445萬元；首週五天票房為新台幣1.89億元，為台灣影史3月開片票房最高紀錄；次週票房累計至新台幣3.04億元；第三週票房累計至新台幣3.5億元；第四週票房累計至新台幣3.73億元；最終全台票房為新台幣4.04億元。
中國大陸方面，首日綜合票房為人民幣21392.4萬元。
| 上一届： 《馴龍高手3》        | 2019年美國週末票房冠軍 第10-11週 | 下一届： 《我們》               |
| 上一届： 《雞不可失》         | 2019年台北週末票房冠軍 第10-12週 | 下一届： 《小飛象》             |
| 上一届： 《阿麗塔：戰鬥天使》 | 2019年中国內地一周票房冠军 第9週 | 下一届： 《比悲傷更悲傷的故事》 |
| 上一届： 《銃夢：戰鬥天使》   | 2019年香港週末票房冠軍 第10-12週 | 下一届： 《小飛象》             |

## 備註
1. ↑  依照漫威電影宇宙上映次序。
2. ↑  依照漫威電影宇宙中故事發生的時間次序，參見漫威电影宇宙#時間線。
3. ↑  驚奇粵音同經期，因為避諱在香港取名Marvel隊長
4. ↑  全名「美國潛在能源集團」（直譯為天馬座）
5. ↑  因卡蘿的兵籍牌遭爆炸時破損半塊，名字變為「佛斯」
6. ↑  「保護者計劃」在英文中很像證人保護計畫之意，因此用卡蘿的空軍代號來命名
7. ↑  後續劇情參見2012年電影《復仇者聯盟》。
8. ↑  參見2018年電影《復仇者聯盟3：無限之戰》。
9. ↑  後續劇情參見2019年電影《復仇者聯盟4：終局之戰》。
10. ↑  此角色在原作中為男性。

## 外部連結
- 官方网站
- 互联网电影数据库（IMDb）上《驚奇隊長》的资料（英文）
- Box Office Mojo上《驚奇隊長》的資料（英文）
- 爛番茄上《驚奇隊長》的資料（英文）
- Metacritic上《驚奇隊長》的資料（英文）
- AllMovie上《驚奇隊長》的资料（英文）
- 開眼電影網上《驚奇隊長》的資料（繁體中文）
- 时光网上《驚奇隊長》的資料（简体中文）
- 豆瓣电影上《驚奇隊長》的資料 （简体中文）